# Makalata macrura
Makalata macrura är en däggdjursart som först beskrevs av Wagner 1842.  Makalata macrura ingår i släktet Makalata och familjen lansråttor. Inga underarter finns listade i Catalogue of Life.
Denna gnagare förekommer i västra Amazonområdet i Brasilien, Ecuador och Peru. Antagligen föredrar arten områden där den ursprungliga täta skogen avverkades och som vuxit igen. Makalata macrura vistas till exempel i trädgårdar. Den klättrar där i växtligheten och äter bland annat blad. En upphittad hona var dräktig med en unge.